# 杭州地铁11号线
杭州地铁11号线是杭州地铁规划中的一条地铁线路，西起杭州市西湖区双浦镇，经滨江区、萧山区，东至钱塘区河庄街道，连接三江汇、滨江互联网小镇、钱江世纪城、萧山科技城、空港新城等多个片区。

## 历史
早期规划中，11号线自萧山区闻堰南路经杭州火车南站北至临平区的乔司农场，在下沙大学城北设站。在2020年的规划中，11号线调整为由萧山区钱江世纪城至钱塘区大江东的江滨线路，原线路则调整为沿江快线并另外赋予编码。
2021年7月，杭州地铁集团发布《杭州市城市轨道交通第四期建设规划环评公众意见征询》，其中包括本线的民祥路站至垦辉六路站区间11座车站，长度16.7公里。